# Cod
 For alternative betydninger, se Cod (flertydig). (Se også artikler, som begynder med Cod)
COD (eller chemical oxygen demand) indikerer mængden af forureningskilder/faktorer i spildevand som kan oxideres kemisk. Forbrug af oxidanter giver et mål for indhold af organisk stof, og det tilsvarende mængde ilt der skal til. COD udtrykkes således: mg oxygen/l eller g oxygen/m3.
| Kemi | Spire Denne artikel om kemi er en spire som bør udbygges. Du er velkommen til at hjælpe Wikipedia ved at udvide den. |